# Eupithecia arenaria
Eupithecia arenaria là một loài bướm đêm trong họ Geometridae.